# Sister Cities
Sister Cities é um telefilme americano de 2016, do gênero drama, dirigido por Sean Hanish, com roteiro de Colette Freedman baseado em sua peça teatral homônima. É estrelado por Troian Bellisario, Stana Katic, Michelle Trachtenberg e Jess Weixler como quatro irmãs afastadas que reúnem-se após o suposto suicídio da mãe.

## Sinopse
Mary Baxter levava uma vida invejável viajando o mundo como uma jovem dançarina. Ela teve quatro filhas de quatro pais diferentes, cada uma tão única quanto as cidades que lhes deram os nomes: Baltimore, Carolina, Dallas e Austin. Após o aparente suicídio de Mary, suas filhas se reúnem novamente na casa da família na Nova Inglaterra para velá-la. Enquanto a polícia local investiga as circunstâncias da morte de Mary, velhas desavenças entre as irmãs veem à tona e um segredo sombrio ameaça despedaçar a família. Encarando uma verdade aterrorizante, as irmãs precisam escolher entre dar as costas à família ou arriscar tudo para protegerem umas às outras.

## Elenco
- Troian Bellisario como Baltimore
- Serendipity Lilliana como Baltimore jovem
- Stana Katic como Carolina
- Kaia Gerber como Carolina jovem
- Michelle Trachtenberg como Dallas
- Kayla Levine como Dallas jovem
- Jess Weixler como Austin
- Ava Kolker como Austin jovem
- Jacki Weaver como Mary Baxter
- Amy Smart como Mary jovem
- Alfred Molina como Mort
- Fidel Gomez como Mort jovem
- Tom Everett Scott como Chefe Brady
- Aimee Garcia como Sarah
- Kathy Baker como Janis
- Peter Jason como Dr. Timmins
- Patrick Davis como Carlos
- Colette Freedman como Brontë
- Sunil Malhotra como Spencer